# Almbock
Almbock (Rhamnusium bicolor) är en skalbagge som tillhör familjen långhorningar. Den blir 16–22 millimeter lång och förekommer i olika färgvarianter. Som larv lever den i murken ved av lövträd, bland annat almar.

## Kännetecken
Almbocken har en kroppslängd på 16–22 millimeter. Antennerna är ungefär hälften så långa som kroppen och når vikta bakåt nästan över halva täckvingarna. På ovansidan av halsskölden finns två tydliga rundade upphöjningar och på sidorna finns tydliga utskott med ett lite trubbigt (tandformigt) utseende. Mitt på huvudet, mellan antennerna, finns en tydlig längsgående fåra. Arten förekommer i olika färgvarianter. Den vanligaste varianten har gulbrun till rödgul kropp och svartblå täckvingarna med bara lite gulrött längs ytterkanten, men det finns även en ljus form som har helt gulbruna täckvingar. En del individer har delvis svartblå halssköld eller huvud. Antennerna kan vara mörkare mot spetsen. Vissa exemplar har delvis svartblå, delvis gulbruna täckvingar, ofta då mörkare mot spetsen.

### Larv
Almbockens larv är vit och mäter upp till 30 millimeter som fullväxt. På det sista synliga ryggsegmentet har larven ett tydligt utskott.

## Utbredning
Almbocken förekommer i större delen av mellersta och södra Europa (saknas dock på Iberiska halvön) och i de baltiska länderna. Den finns inte på de brittiska öarna. I Norden har arten bara blivit funnen i södra Finland, och där bara på en enda lokal. Det första fyndet av arten i Finland gjordes 1966. Vid slutet av 1980-talet verkar arten dock ha försvunnit från Finland.

## Levnadssätt
Almbockens larvutveckling är knuten till lövträd, som almar, hästkastanj, lindar, lönn, popplar och sälg. Larverna lever i murken ved och det tar två eller tre år för dem att utvecklas. Gamla alléträd och parkträd eller äldre lövträd i betesmarker är exempel på lämpliga yngelträd för arten. Dessa träd kan uppnå hög ålder och får ofta skador som gör att delar av veden murknar. Även levande hålträd är goda yngelträd för almbocken. Borttagning av gamla och skadade träd i parker och allér missgynnar arten. Larverna förpuppar sig på försommaren. De fullbildade skalbaggarna lever bara en kort tid och är nattaktiva.